# John Linehan
Pour les articles homonymes, voir Linehan.
John Linehan, né le 1er mai 1978 à Chester (Pennsylvanie), est un ancien joueur américain de basket-ball désormais entraîneur.

## Biographie
John Linehan évolue de 1997 à 2002 en National Collegiate Athletic Association (NCAA) à Providence College. Il n'est pas drafté à sa sortie et est recruté par l'équipe de NBA Development League de Greenville Groove, puis rejoint la saison suivante les Dakota Wizards en Continental Basketball Association (CBA). Il arrive en France en 2004, au Paris Basket Racing, où il joue deux saisons et est élu meilleur défenseur de Pro A en 2006. Il rejoint ensuite Nancy pour deux saisons mais ne joue pas la saison 2007-2008. Il quitte la France pour l'Estonie et le club de BC Kalev avec qui il remporte le titre de champion et la coupe d'Estonie. Il revient en France pour la saison 2009-2010 dans l'équipe de Cholet. Avec ce dernier club, il obtient le titre de champion de France, premier titre de l'histoire du club. Il est également récompensé à titre individuel du trophée de meilleur défenseur de la ligue, titre qu'il avait déjà remporté en 2006.
En juin 2010 il signe un contrat de deux ans au SLUC Nancy, club avec lequel il a déjà évolué avant de le quitter sur une grave blessure. C'est un retour gagnant, puisqu'il permet à son équipe de remporter le titre en finale contre son ancien club, sur un panier à trois secondes de la fin. Il est récompensé du titre de MVP de la finale. Il conserve par ailleurs son titre de meilleur défenseur.
Le 3 novembre 2011, lors de la rencontre d'Euroligue entre Fenerbahçe Ülker et le SLUC Nancy, il délivre 15 passes décisives établissant un nouveau record dans la compétition,. Son record est battu en novembre 2014 par Marcus Williams qui réalise 17 passes décisives dans une rencontre en double prolongation.
En novembre 2013, il retourne au SLUC Nancy en tant que joker médical de Devin Booker. En décembre 2013, la pige de Linehan n'est pas renouvelée.

## Clubs
- 1997-2002 :  Providence College (NCAA)
- 2002-2003 :  Groove de Greenville (CBA)
- 2003-2004 :  Wizards de Dakota (NBA Development League)
- 2004-2006 :  Paris Basket Racing (Pro A)
- 2006 :  Strasbourg Illkirch-Graffenstaden Basket (Pro A)
- 2006-2007 :  Stade Lorrain Université Club Nancy Basket (Pro A)
- 2008-2009 :  BC Kalev (Championnat d'Estonie)
- 2009-2010 :  Cholet Basket (Pro A)
- 2010-2013 :  Stade Lorrain Université Club Nancy Basket (Pro A)

## Palmarès

### Club
- Champion de France avec SLUC Nancy en 2011
- Champion de France avec Cholet Basket en 2010
- Championnat et Coupe d'Estonie 2009.

### Distinction personnelle
- Élu meilleur défenseur du championnat de France en 2006 (Paris BR)
- Élu meilleur défenseur du championnat de France en 2010 (Cholet Basket)
- Élu meilleur défenseur du championnat de France en 2011 (SLUC Nancy)
- Élu MVP de la finale du championnat de France en 2011 (SLUC Nancy)

## Vie privée
En septembre 2012, il perd son grand-père. Il a un fils né en 2008. Ce dernier s'appelle Jaylen.